# Cartucho de bengala multi-estrella
El cartucho de bengala multi-estrella era una bengala de señales no letal que fue desarrollada por Alemania y utilizada por la Wehrmacht durante la Segunda Guerra Mundial. El cartucho de bengala multi-estrella fue diseñado para dispararse desde una Leuchtpistole o pistola de bengalas.

## Descripción
El cartucho de bengala multi-estrella era una bengala de señales que podía dispararse desde la Leuchtpistole 34, la Leuchtpistole 42 o la Sturmpistole. La Leuchtpistole y la Sturmpistole eran pistolas monotiro de retrocarga, con cañón basculante y ánima lisa. El cartucho consistía en un proyectil interno de aleación ligera que contenía un total de tres estrellas rojas y tres estrellas verdes, ubicado dentro de un casquillo de aleación ligera que contenía la carga propulsora. El exterior del cartucho estaba grabado con números y el proyectil podía girarse para crear seis combinaciones de números diferentes. Cada combinación de números correspondía a una combinación de estrellas rojas y verdes. Al girar el proyectil se abrían o cerraban una serie de agujeros de ignición. Al ser disparado, la cápsula fulminante del culote del cartucho encendía la carga propulsora, que a su vez encendía una pastilla de retraso en la base del proyectil. Una vez que la pastilla de retraso se había quemado, esta detonaba y el fogonazo era dirigido a través de un tubo de ignición en el centro del proyectil que encendía y expulsaba las estrellas en secuencia.
| Combinación de números | Estrellas rojas | Estrellas verdes |
| ---------------------- | --------------- | ---------------- |
| 0-2                    | 3               | 3                |
| 7-8                    | 1               | 2                |
| 14-15                  | 3               | 1                |
| 21-22                  | 1               | 3                |
| 27-29                  | 2               | 2                |
| 34-35                  | 2               | 1                |

## Galería

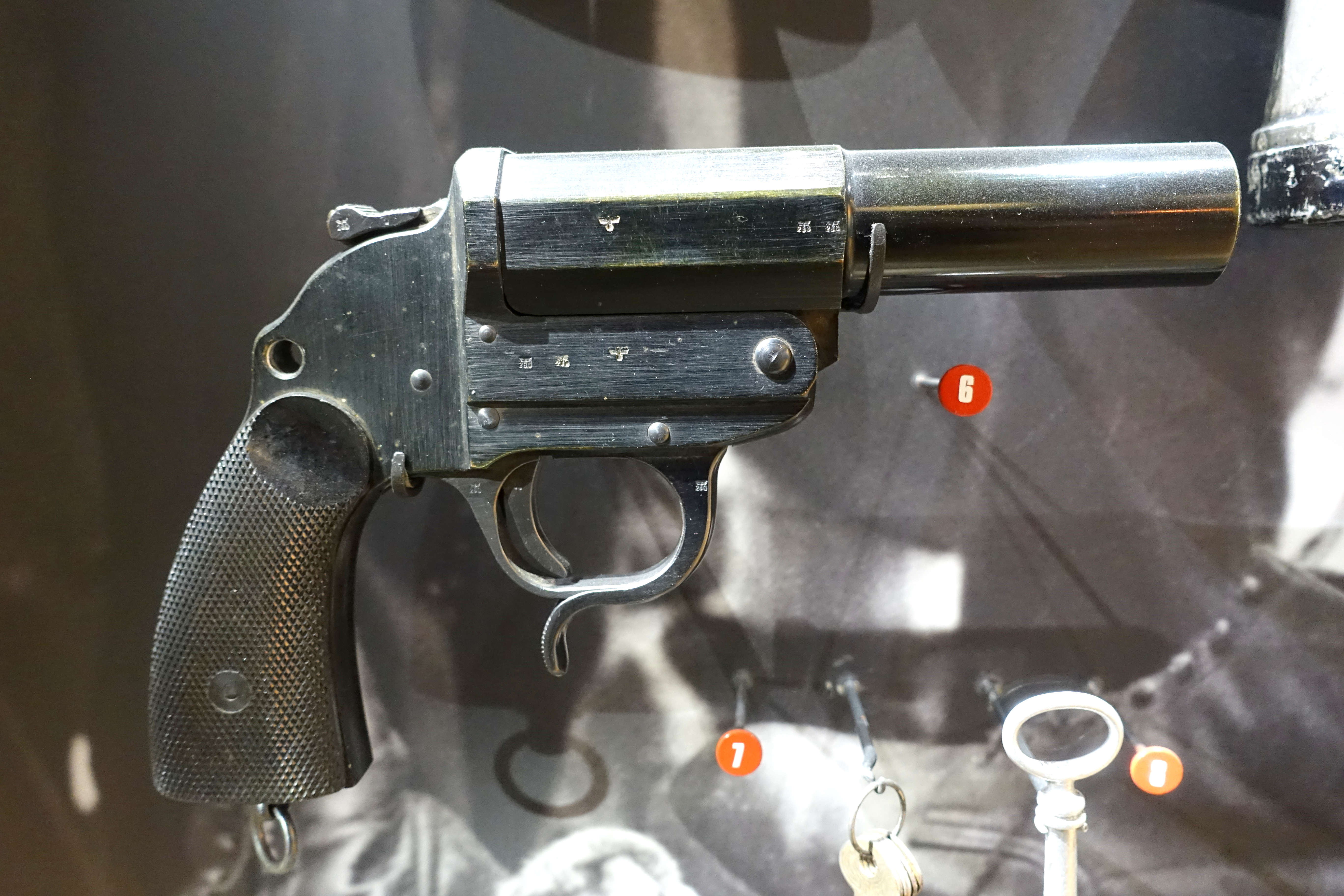
La Leuchtpistole 34 del submarino U-505.
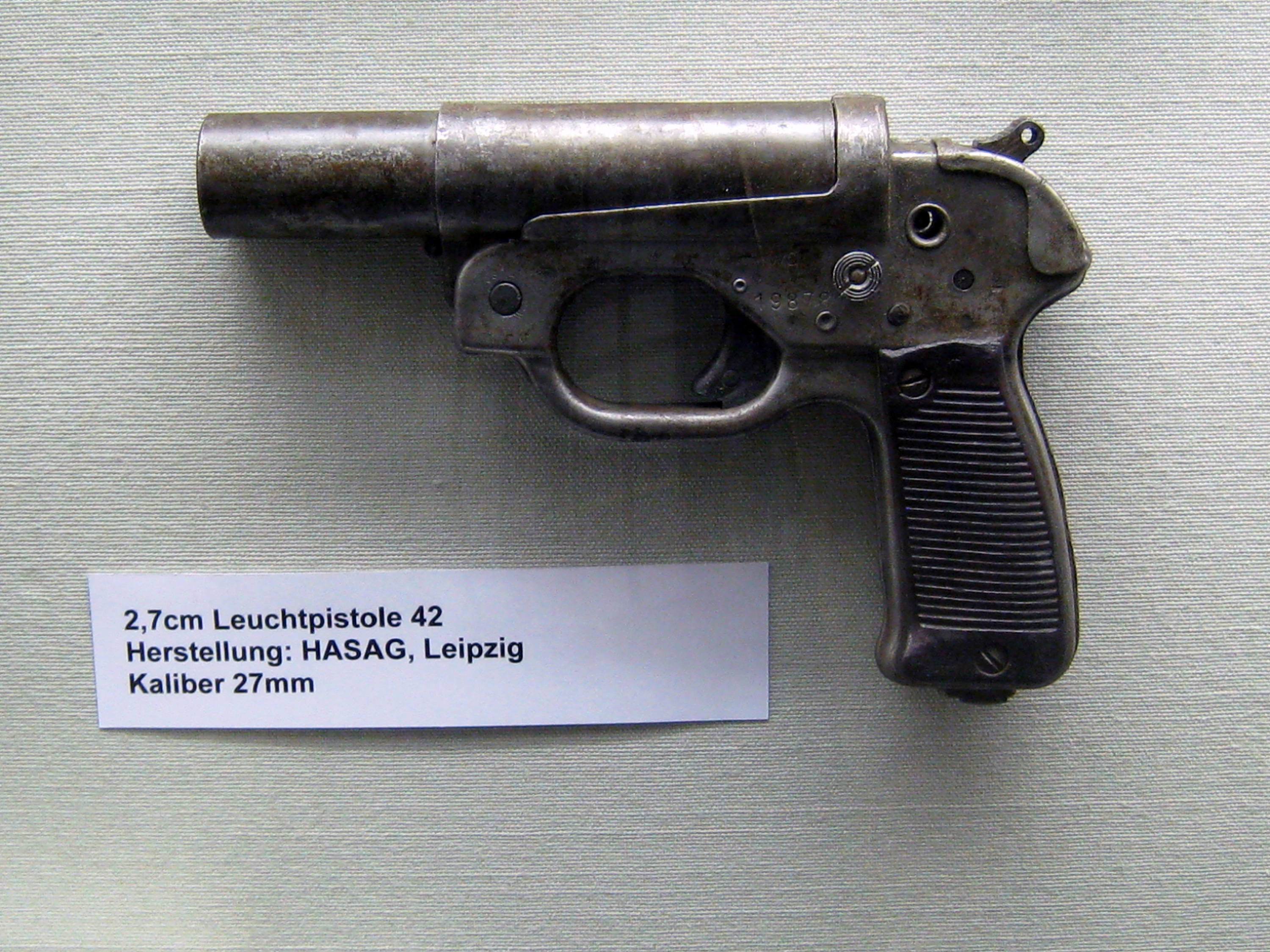
Una Leuchtpistole 42.
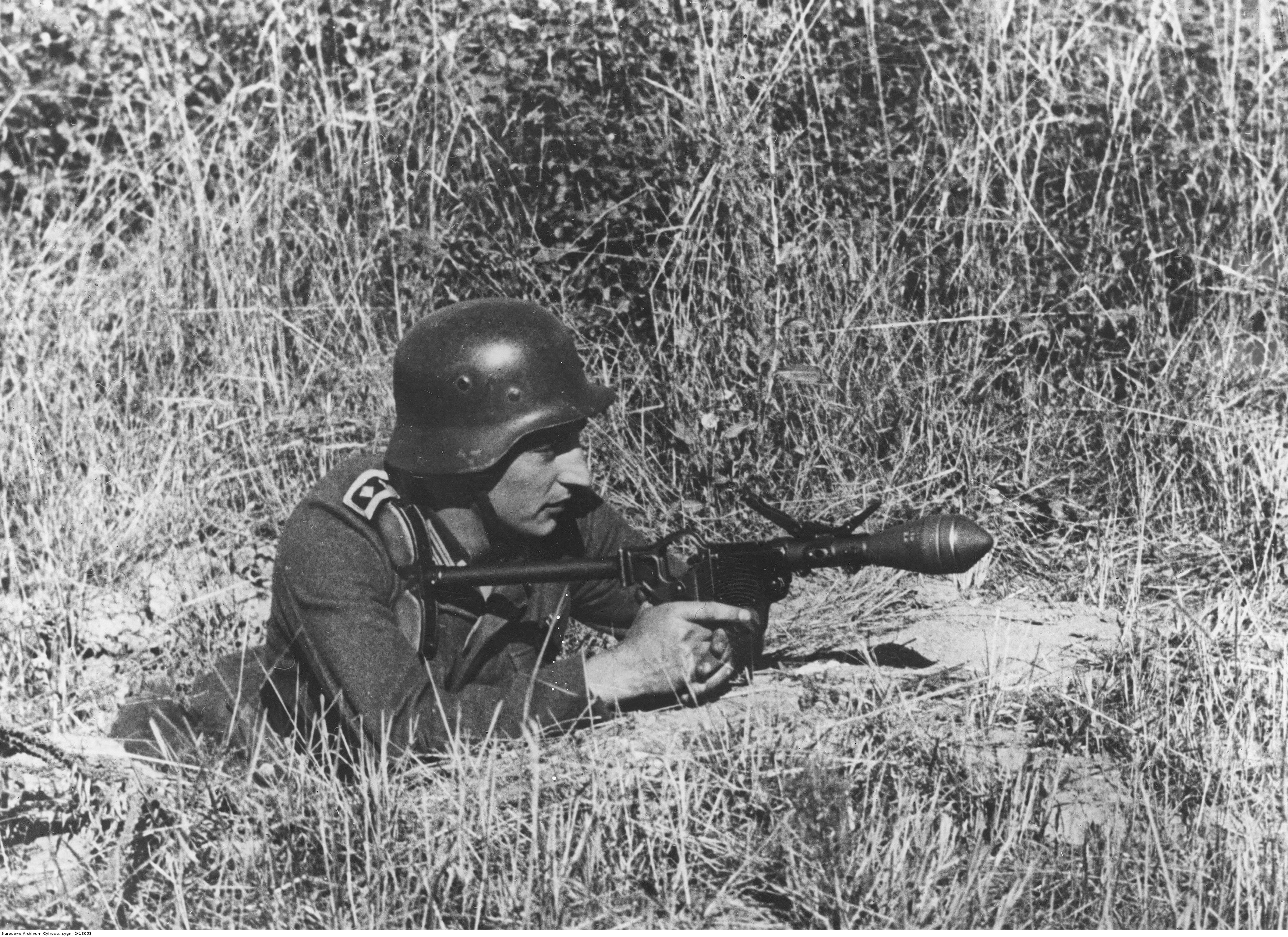
Soldado alemán con una Sturmpistole cargada con granada HEAT.